# Psianka szara

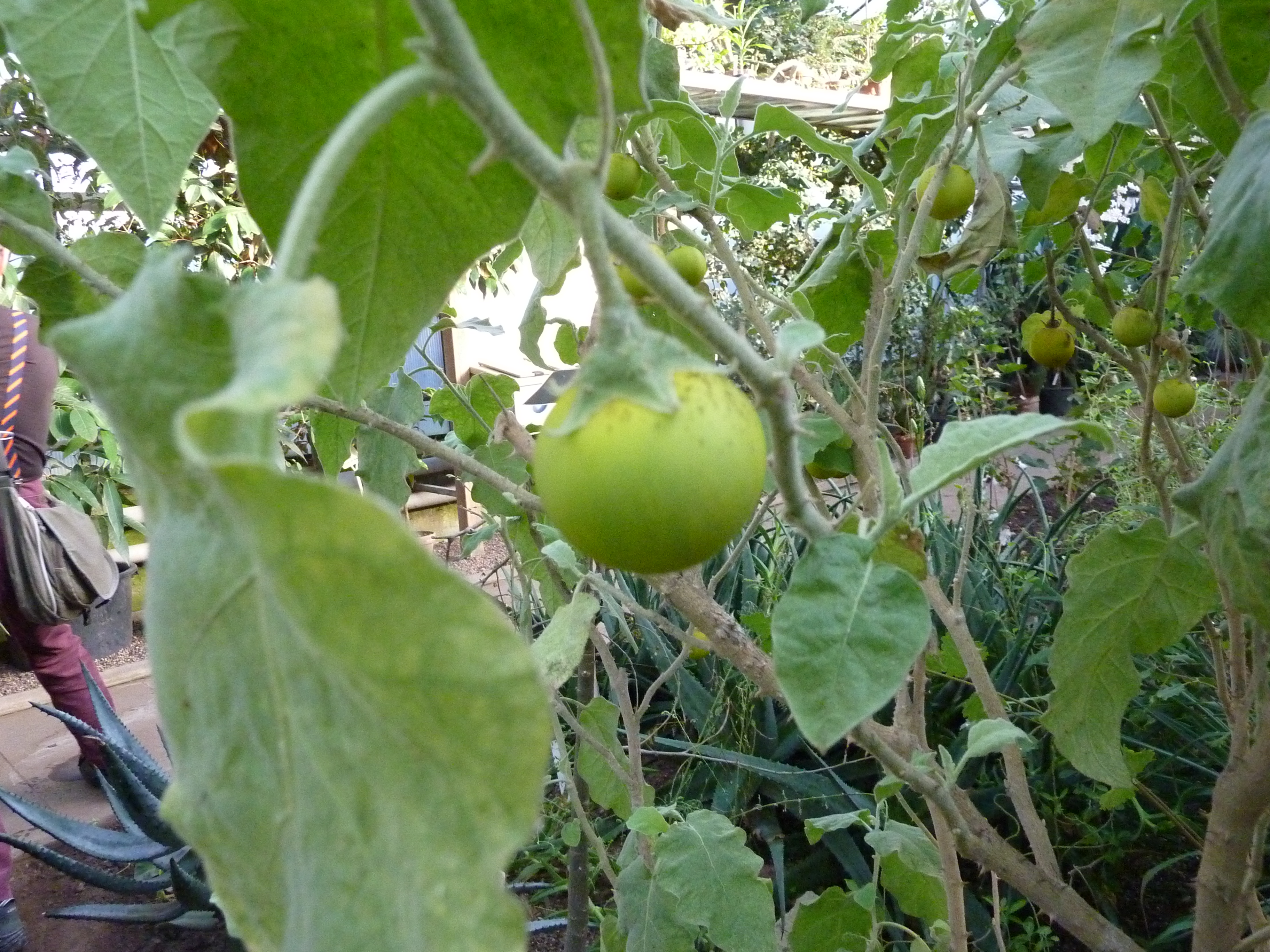

Psianka szara (Solanum incanum L.) – gatunek rośliny z rodziny psiankowatych.  Występuje w Afryce (Benin, Burkina Faso, Mali; Niger, Nigeria, Erytrea, Etiopia, Somalia, Sudan, Egipt) i Azji (Oman, Arabia Saudyjska, Jemen, Afganistan; Iran, Irak, Izrael, Jordania, Liban, Syria, Turcja, Indie, Pakistan).

## Morfologia
PokrójKrzew o wysokości do 1,5 m.
LiściePojedyncze, lancetowate, pokryte aksamitnymi włoskami. Górna powierzchnia szarozielona, dolna jasnozielona. Na ich nerwie głównym, oraz na pędach rosną niewielkie, czerwone kolce. Ulistnienie naprzemianległe.
KwiatyWyrastają pojedynczo, lub po kilka z kątów liści. Kielich białawy lub żółty, zrosłodziałkowy, 5 okrągłych płatków korony o fioletowej barwie, 5 pręcików.
OwoceKuliste, żółte jagody. W środku zawierają czarny, sypki pył, który wydostaje się z nich po naciśnięciu owocu.

## Biologia i ekologia
Roślina ruderalna, występująca  na terenach zmienionych w wyniku działalności człowieka: na obrzeżach dróg, opuszczonych polach uprawnych, ale także na nabrzeżach rzek i obrzeżach lasów, na stepach. Rozsiewana jest przez ptaki i inne ssaki oraz przez ludzi, którzy wytwarzają z niej kompost, a następnie rozrzucają go po uprawianych polach.
Roślina trująca. W niektórych regionach jest gatunkiem inwazyjnym. Szczególnie licznie rozprzestrzenia się na terenach wypasowych,  zwierzęta bowiem wyjadają inne gatunki roślin, omijając psiankę szarą,

## Zastosowanie
- Używana jest do wytwarzania kompostu[7]
- W medycynie ludowej jest uważana za roślinę leczniczą[7].
- Jest sadzona jako żywopłot[6].

## Udział w kulturze
Znawcy roślin biblijnych uważają, że występujące w Biblii hebrajskie słowo ḥëdeq oznacza psiankę szarą. Dowodem jest jego duże podobieństwo do arabskiego słowa hadag, oznaczającego właśnie tę roślinę. Słowo to występuje tylko dwa razy: w Księdze Przysłów (15,19) i Księdze Micheasza (7,2-4). W polskim przekładzie Biblii Tysiąclecia jest przetłumaczone jako ”żywopłot z ciernia” i „płot kolczasty”. Ponadto N. Hepper uważa, że psianka szara wraz z innymi gatunkami roślin pasuje do opisu w Księdze Powtórzonego Prawa (32,32): „...ich grona to grona trujące, co gorzkie mają jagody”.